# رولينغوود (كاليفورنيا)
رولينغوود (بالإنجليزية: Rollingwood CDP, California)‏ هي منطقة سكنية تقع بولاية كاليفورنيا في الولايات المتحدة. تبلغ مساحتها 0.430 كم2، وترتفع عن سطح البحر 22.86 م، بلغ عدد سكانها 2,969 نسمة في عام 2010 حسب إحصاء مكتب تعداد الولايات المتحدة وتصل الكثافة السكانية فيها 6,904.7 نسمة لكل كيلومتر مربع (17,883.1/ميل2).

## التركيبة السكانية
حدّد مكتب تعداد الولايات المتحدة بيانات التركيبة السكانية لرولينغوود في تعداد الولايات المتحدة. في ما يلي، التركيبة السكانية حسب تعدادي 2000 و2010.

### تعداد عام 2000
بلغ عدد سكان رولينغوود 2,900 نسمة بحسب تعداد عام 2000، وبلغ عدد الأسر 734 أسرة وعدد العائلات 630 عائلة مقيمة في المنطقة السكنية. في حين سجلت الكثافة السكانية 6,744.2 نسمة لكل كيلومتر مربع (17,467.4/ميل2). وبلغ عدد الوحدات السكنية 757 وحدة بمتوسط كثافة قدره 1,760.5 لكل كيلومتر مربع (4,559.7/ميل2).
وتوزع التركيب العرقي للمنطقة السكنية بنسبة 33.14% من البيض و10.41% من الأمريكيين الأفارقة و1.10% من الأمريكيين الأصليين و23.79% من الأمريكيين ذوي الأصول الآسيوية و0.45% من سكان جزر المحيط الهادئ و24.52% من الأعراق الأخرى و6.59% من عرقين مختلطين أو أكثر و42.24% من الهسبانيون أو اللاتينيون من أي عرق.
بلغ عدد الأسر 734 أسرة كانت نسبة 59.9% منها لديها أطفال تحت سن الثامنة عشر تعيش معهم، وبلغت نسبة الأزواج القاطنين مع بعضهم البعض 59.3% من أصل المجموع الكلي للأسر، ونسبة 20.4% من الأسر كان لديها معيلات من الإناث دون وجود شريك، بينما كانت نسبة 6.1% من الأسر لديها معيلون من الذكور دون وجود شريكة وكانت نسبة 14.2% من غير العائلات. تألفت نسبة 11.7% من أصل جميع الأسر من عدة أفراد يعيشون في نفس المنزل ونسبة 6.1% كانت تتألف من شخص يعيش بمفرده يبلغ من العمر 65 عاماً أو أكثر. وبلغ متوسط حجم الأسرة المعيشية 3.94، أما متوسط حجم العائلات فبلغ 4.23.
بلغ العمر الوسطي للسكان 29.9 عاماً. وكانت نسبة 33.3% من القاطنين تحت سن الثامنة عشر، وكانت نسبة 10.6% بين الثامنة عشر والرابعة والعشرين عاماً، ونسبة 29.8% كانت واقعةً في الفئة العمرية ما بين الخامسة والعشرين والرابعة والأربعين عاماً، ونسبة 17.2% كانت ما بين الخامسة والأربعين والرابعة والستين، ونسبة 8.8% كانت ضمن فئة الخامسة والستين عاماً فما فوق. يوجد لكل 100 أنثى 96.5 ذكر، ويوجد لكل 100 أنثى في الثامنة عشر من عمرها فما فوق 93.7 ذكر.
بلغ متوسط دخل الأسرة في المنطقة السكنية 48,229 دولارًا، أما متوسط دخل العائلة فبلغ 51,875 دولارًا. وكان متوسط دخل الذكور 31,048 دولارًا مقابل 27,500 دولارًا للإناث. وسجل دخل الفرد الخاص بالمنطقة السكنية 13,428 دولارًا. وكانت نسبة 12% من العائلات ونسبة 12.8% من السكان تحت خط الفقر، وكان من هؤلاء نسبة 15.7% تحت سن الثامنة عشر ونسبة 6% في الخامسة والستين من العمر وما فوق.

### تعداد عام 2010
بلغ عدد سكان رولينغوود 2,969 نسمة بحسب تعداد عام 2010، وبلغ عدد الأسر 729 أسرة وعدد العائلات 624 عائلة مقيمة في المنطقة السكنية. في حين سجلت الكثافة السكانية 6,904.7 نسمة لكل كيلومتر مربع (17,883.1/ميل2). وبلغ عدد الوحدات السكنية 776 وحدة بمتوسط كثافة قدره 1,804.7 لكل كيلومتر مربع (4,674.2/ميل2).
وتوزع التركيب العرقي للمنطقة السكنية بنسبة 38.06% من البيض و7.41% من الأمريكيين الأفارقة و0.94% من الأمريكيين الأصليين و17.99% من الأمريكيين ذوي الأصول الآسيوية و0.74% من سكان جزر المحيط الهادئ و30.55% من الأعراق الأخرى و4.31% من عرقين مختلطين أو أكثر و61.84% من الهسبانيون أو اللاتينيون من أي عرق.
بلغ عدد الأسر 729 أسرة كانت نسبة 54.6% منها لديها أطفال تحت سن الثامنة عشر تعيش معهم، وبلغت نسبة الأزواج القاطنين مع بعضهم البعض 60.1% من أصل المجموع الكلي للأسر، ونسبة 17.7% من الأسر كان لديها معيلات من الإناث دون وجود شريك، بينما كانت نسبة 7.8% من الأسر لديها معيلون من الذكور دون وجود شريكة وكانت نسبة 14.4% من غير العائلات. تألفت نسبة 9.6% من أصل جميع الأسر من عدة أفراد يعيشون في نفس المنزل ونسبة 4.8% كانت تتألف من شخص يعيش بمفرده يبلغ من العمر 65 عاماً أو أكثر. وبلغ متوسط حجم الأسرة المعيشية 4.06، أما متوسط حجم العائلات فبلغ 4.31.
بلغ العمر الوسطي للسكان 31.1 عاماً. وكانت نسبة 28.6% من القاطنين تحت سن الثامنة عشر، وكانت نسبة 12.3% بين الثامنة عشر والرابعة والعشرين عاماً، ونسبة 28.2% كانت واقعةً في الفئة العمرية ما بين الخامسة والعشرين والرابعة والأربعين عاماً، ونسبة 22.5% كانت ما بين الخامسة والأربعين والرابعة والستين، ونسبة 8.4% كانت ضمن فئة الخامسة والستين عاماً فما فوق. وتوزع التركيب الجنسي للسكان بنسبة 49.4% ذكور و50.6% إناث.